# Massaker von Lovas

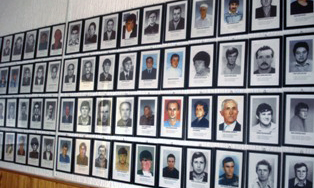
Opfer des Massakers

Das Massaker von Lovas ereignete sich im Zuge des Kroatienkrieges im Oktober 1991 im äußersten Osten Kroatiens. Am 10. Oktober 1991 wurde die Gemeinde Lovas von serbischen Freischärlern mit Unterstützung von Truppen der Jugoslawischen Volksarmee eingenommen. Eine Gruppe von 51 Kroaten soll laut Anklage des Internationalen Strafgerichtshofs für das ehemalige Jugoslawien (ICTY) am 18. Oktober 1991 dazu gezwungen worden sein, ein Minenfeld zu „säubern“. Dabei seien 21 Menschen gestorben und 14 verletzt worden. Weitere 19 Kroaten wurden laut ICTY am selben Tag in der Stadt ermordet.
Insgesamt wurden 261 Häuser völlig zerstört. Die meisten Schäden sind bei der serbischen Bombardierung zur Einnahme der Stadt entstanden.